# Tudela (Spanje)
Tudela (Baskisch: Tutera) is een gemeente en stad in de regio en provincie Navarra, Spanje, gelegen op 94 kilometer van Pamplona. Tudela is na Pamplona de belangrijkste stad van Navarra. De stad bevindt zich in het zuiden van de regio op de oevers van de rivier de Ebro en op het samenvloeiingspunt met de Queiles. De stad ligt op een hoogte van 294 meter boven zeeniveau.
Op 23 november 1808 vond er tijdens de Spaanse Onafhankelijkheidsoorlog de Slag bij Tudela plaats, waar de napoleontische maarschalk Jean Lannes zegevierde over Francisco Javier Castaños.

## Geschiedenis
De oorsprong van Tudela is onzeker, maar op het grondgebied van de gemeente zijn resten gevonden die stammen uit het onder-Paleolithicum. Zeker is dat de Romeinen Tudela hebben bewoond en dat de stad nadien ook het toneel geweest is van strijd. De officiële stichting van de stad vond plaats door Amrus ibn Yusuf al-Muwalad onder het islamitische emiraat van Al-Hakam I in 802. Aan het begin van de 9e eeuw was de stad een strategisch punt op de oever van de Ebro. Tudela was de thuisbasis van de Banu Qasi-familie, van oorsprong Spaanse magnaten die zich tot de islam hadden bekeerd en onafhankelijk van de emirs konden opereren.
Tudela werd door de Moren gebruikt om het destijds christelijke Pamplona aan te vallen. Ten tijde van de strijd tegen Castilië en Aragon was Tudela een belangrijk verdedigingspunt.
Toen de christenen in 1115 onder leiding van Alfons de Strijdlustige (el Batallador) Tudela heroverden op de moslims, leefden in Tudela drie gemeenschappen; moslims, mozaraben en joden. Na de herovering werden de spanningen in de stad groter en werden de moslims gedwongen zich in de voorsteden, buiten de stadsmuren, te vestigen. De joden kregen een apart gedeelte van de stad toegewezen.
De joden op hun beurt werden in 1498 uit Tudela verdreven (de uitsluiting van joden in de rest van Spanje was al eerder in gang gezet. De moslims werden verder verstoten in 1516, de morisken in 1610. Desondanks bevinden zich in de stad nog architectonische invloeden van de Moren, een stijl die door de Spanjaarden mudéjar genoemd wordt. De belangrijkste moskee van de stad werd echter in 1121 al omgebouwd tot een kerk en een kathedraal werd gebouwd aan het eind van de 12e eeuw.
Tegen het einde van de 17e eeuw werd het nieuwe centrale plein gebouwd, het Plaza Nueva of Plaza de los Fueros. Het treinstation dateert uit 1861.

## Aangrenzende gemeenten
- Ablitas
- Arguedas
- Cabanillas
- Cascante
- Castejón
- Cintruénigo
- Corella
- Fontellas
- Murchante

### Nabijgelegen gemeenten in andere regio's
- Alfaro, La Rioja
- Tarazona, Aragon

## Demografische ontwikkeling
Bron: INE; 1857-2011: volkstellingen
Opm.: In 1857 werd de gemeente Murillo de las Limas geannexeerd

## Kunst en cultuur

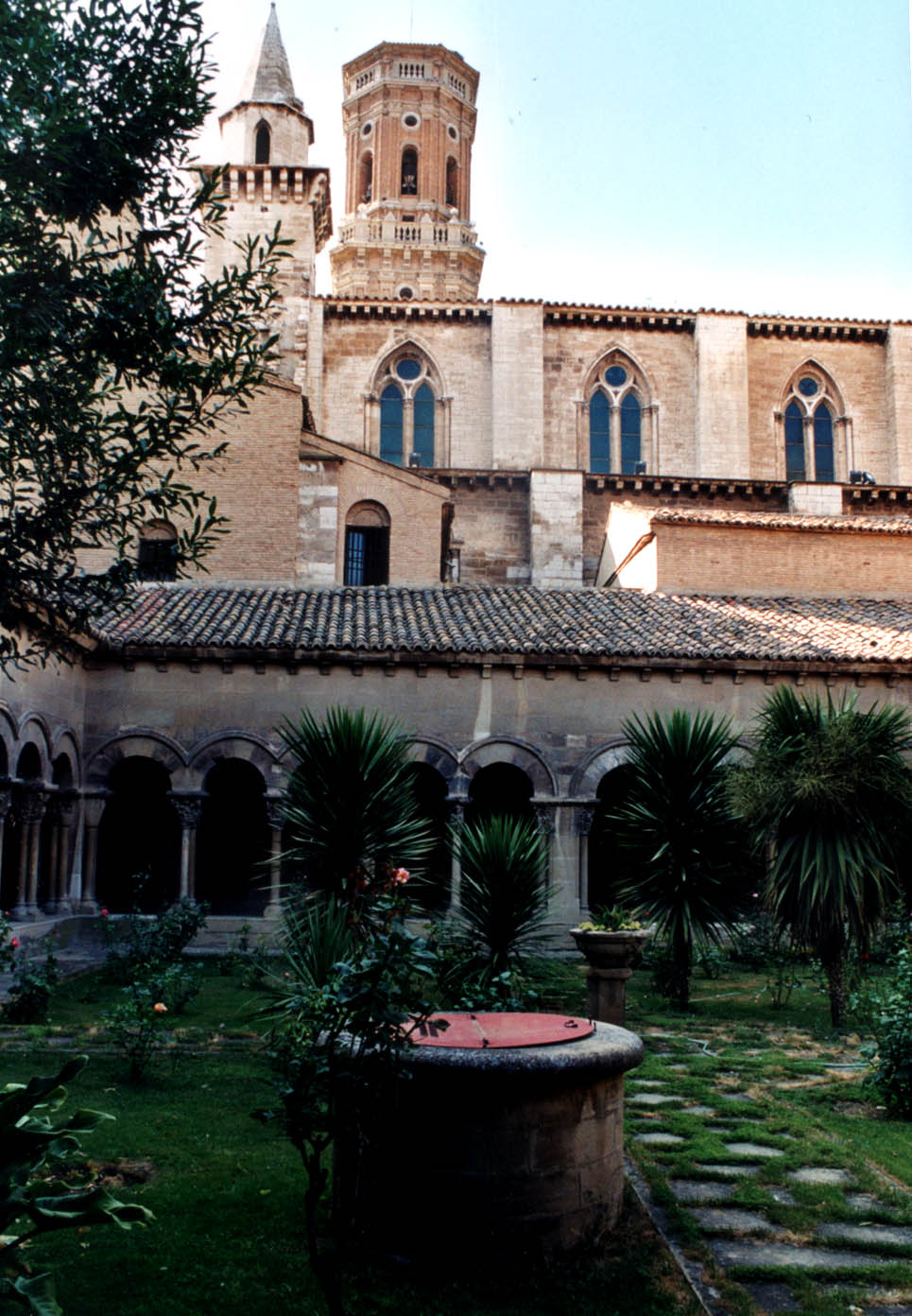
Kathedraal van Tudela

### Religieuze monumenten
- Kathedraal van Santa María de Tudela (12e / 13e eeuw), recentelijk gerenoveerd en heropend op 16 juli 2006
- Kerk van Magdalena del XII, romaans
- Kerk van San Nicolás (ingang uit de 12e eeuw)
- Kerk van San Jorge (17e eeuw, barok)
- Kerk van Santa María (Plaza Nueva) (16e eeuw)

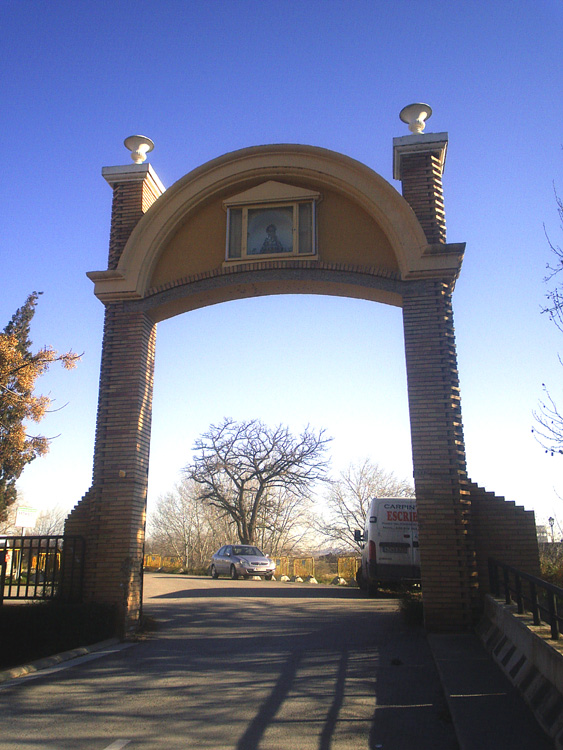
Toegangspoort tot La Mejana

### Algemene monumenten
- Stenen brug over de rivier de Ebro, met 17 bogen
- Paleis van Marqués de San Adrián, beroemd om de fresco's en zetel van de universiteit
- Paleis van Marqués de Huarte, tegenwoordig zijn het gemeentelijk archief en de bibliotheek hier gevestigd
- Ruïnes van het oude kasteel van Sancho VII op de heuvel van Santa Bárbara
- Muñoz Sola museum (impressionistische kunst)

### La Mejana
La Mejana maakt deel uit van de vruchtbare oevers van de Ebro en is een park waar gerecreëerd kan worden, maar waar ook groenten verbouwd worden als artisjokken, asperges en sla. La Mejana bevindt zich achter een toegangspoort, waarboven een beeltenis van de patroonheilige van Tudela, Santa Ana staat afgebeeld. Deze poort wordt vaak afgebeeld als kenmerk van Tudela.

### Sport
- CD Tudelano (voetbalclub, 3e Spaanse divisie)

### Feesten van Santa Ana
Vanaf 24 tot 30 juli worden in Tudela de Feesten ter ere van Santa Ana gevierd. De patroonheilige van de stad viert haar dag op 26 juli. Het programma van de dagen bestaat zoals veel Spaanse feesten uit eten, drinken, stierenvechten, dans, muziek en
optochten.

## Beroemde inwoners van de stad

### Joden
- Benjamin van Tudela - beroemd reiziger (leefde in de tweede helft van de 12e eeuw)
- Abraham ben Meir ibn Ezra - astronoom (1092 - 1167)
- Yehuda ha Leví - dichter, filosoof en joods arts (ca. 1075 - ca. 1141)

### Christenen
- Sancho VII van Navarra - koning van Navarra tussen 1194 en 1234, toen hij in het kasteel van Tudela stierf
- Miguel Servet - arts, geograaf, wiskundige en theoloog (1511? - 1553)

### Moderne tijd
- Joaquin Romualdo Gaztambide y Garbayo - componist (7 februari 1822 - 18 maart 1870)
- Fernado Remacha Villar - componist (15 december 1898 - 21 februari 1984)
- Tomás Asiain - musicus, componist en militair (1923 - 1989)
- José Rafael Moneo Vallés - architect (9 mei 1937)